# Colura zoophaga
Colura zoophaga là một loài Rêu trong họ Lejeuneaceae. Loài này được Eb. Fisch. mô tả khoa học đầu tiên năm 1999.